# Karasjohka
Karasjohka este un râu în partea de nord a Norvegiei. Izvorăște din lacul  Nuorttit Rávdovárri situat în apropierea graniței cu Finlanda și după o distanță de circa 161 km confluează cu Anarjohka pentru a da naștere râului Tana.